# San Juan Coajomulco
San Juan Coajomulco är en ort i Mexiko, tillhörande kommunen Jocotitlán i den nordvästra delen av delstaten Mexiko. Orten hade 5 137 invånare vid folkräkningen 2010 och var kommunens fjärde största samhälle.